# Echinorhinus cookei
Echinorhinus cookei é uma espécie de tubarão demersal, de águas subtropicais, pertencente à família Echinorhinidae. Tem uma coloração castanha acizentada e o seu comprimento pode chegar aos 4 metros. Alimenta-se de uma grande variedade de peixes (também de outros tubarões, como por exemplo a espécie Hexanchus griseus), polvos e lulas. É uma espécie ovovivípara. Não possui barbatana anal.
Segundo a Lista Vermelha da IUCN, a espécie está categorizada como Quase Ameaçada.
É inofensivo para o Homem.